# 川島村 (三重県)
川島村（かわしまむら）は三重県三重郡にあった村。現在の四日市市の中部、三滝川の右岸、近鉄湯の山線・伊勢川島駅の周辺にあたる。

## 地理
- 河川：三滝川、鹿化川

## 歴史
- 1889年（明治22年）4月1日 - 町村制の施行により、川島村・小生村の区域をもって発足。
- 1954年（昭和29年）7月1日 - 四日市市に編入。同日川島村廃止。

## 交通

### 鉄道路線
- 三重交通
  - 三重線（現・近鉄湯の山線）
    - 小生駅（1969年廃止） - 川島村駅（現・伊勢川島駅）